# Déclaration de Bergen
La Déclaration de Bergen (ou Déclaration Ministerielle de la cinquième Conférence internationale sur la protection de la mer du Nord) est un document rédigé à l'issue de La Cinquième Conférence Internationale sur la Protection de la Mer du Nord, en mars 2002 à Bergen.
Les signataires sont les ministres chargés de la protection de l'environnement de la mer du Nord et Prudencio Perera, chargé de la protection de l'environnement pour la Commission européenne. 
Ils réaffirment les engagements des quatre conférences précédentes (à Brême - 1984, à Londres - 1987, à La Haye - 1990 et à Esbjerg - 1995) et soulignent les problématiques et avancées entre autres dans les domaines des énergies renouvelables, de la pêche, de la navigation et de la pollution.
Les pays signataires sont : 
- la Belgique (Magda Aelvoet, Ministre de la protection du Consommateur, de la Santé publique et de l'Environnement)
- le Danemark (Hans Chr. Schmidt, Ministre de l'Environnement)
- la France (Thierry Wahl, représentant le Ministre de l'Aménagement du Territoire et de l'Environnement)
- l'Allemagne (Fritz Holzwarth, Ministre de l'Environnement, de la Conservation de la nature et de la Sûreté nucléaire)
- les Pays-Bas (Monique de Vries, Vice-ministre du Transport, des Travaux, publics et de l'Aménagement des eaux)
- la Norvège (Børge Brende, Ministre de l'Environnement)
- la Suède (Lena Sommestad, Ministre de l'Environnement)
- la Suisse (Gian Federico Pedotti, Ambassadeur)
- le Royaume-Uni (Michael Meacher, Ministre de l'Environnement).